# Schlacht in der Kampinos-Heide
Danzig – Westerplatte – Tucheler Heide – Krojanten – Mlawa – Radom – Wizna – Bzura – Brześć – Lemberg – Rawa Ruska – Lublin – Kampinos-Heide – Warschau – Szack – Modlin – Halbinsel Hel – Kock
Koordinaten: 52° 16′ 28,2″ N, 20° 27′ 25,8″ O

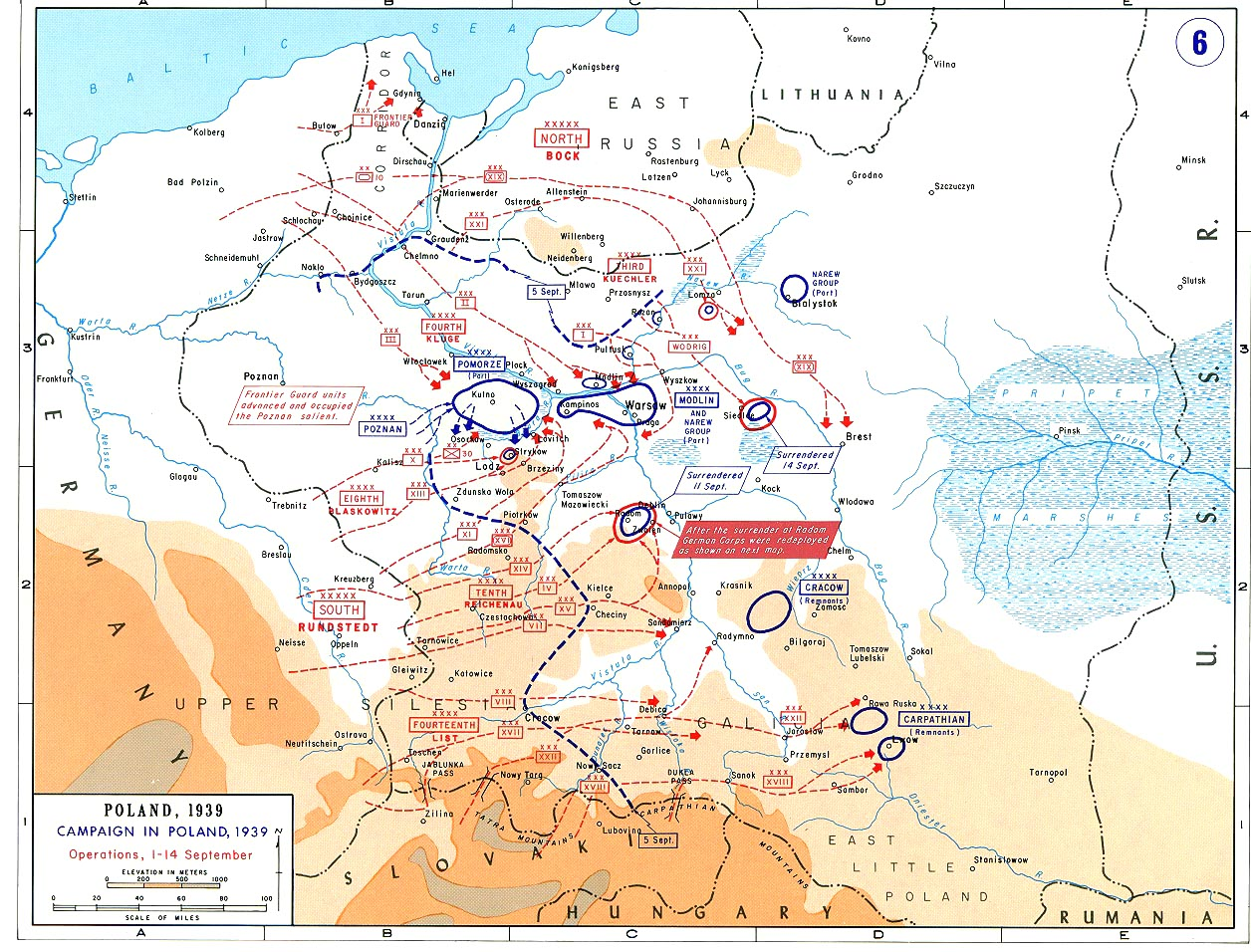
Lageentwicklung bis zum 14. September. Erkennbar sind auch die im Raum Kampinos, westlich von Warschau, eingeschlossenen Verbände

Die Schlacht in der Kampinos-Heide zwischen der polnischen Armee und der deutschen Wehrmacht ereignete sich während des Zweiten Weltkrieges in den ausgedehnten Waldgebieten um den polnischen Ort Kampinos nordwestlich von Warschau, die als Kampinos-Heide (siehe Nationalpark Kampinos) bezeichnet werden.
Die Kämpfe zogen sich zwischen dem 9. und 20. September 1939 hin. Reste polnischer Truppen brachen aus dem Kessel von Kutno aus und versuchten, sich polnischen Verbänden im Raum Warschau und Modlin anzuschließen. Deutsche Einheiten versuchten dies zu verhindern. Dazu griffen die deutschen Truppen von Norden und Süden in das ausgedehnte Waldgebiet an. Nach heftigen Kämpfen durchbrach ein Teil der polnischen Truppen den deutschen Einschließungsring bei dem Ort Wólka Węglowa und zogen sich unter schweren Verlusten Richtung Weichsel zurück.